# Andrés de Concha

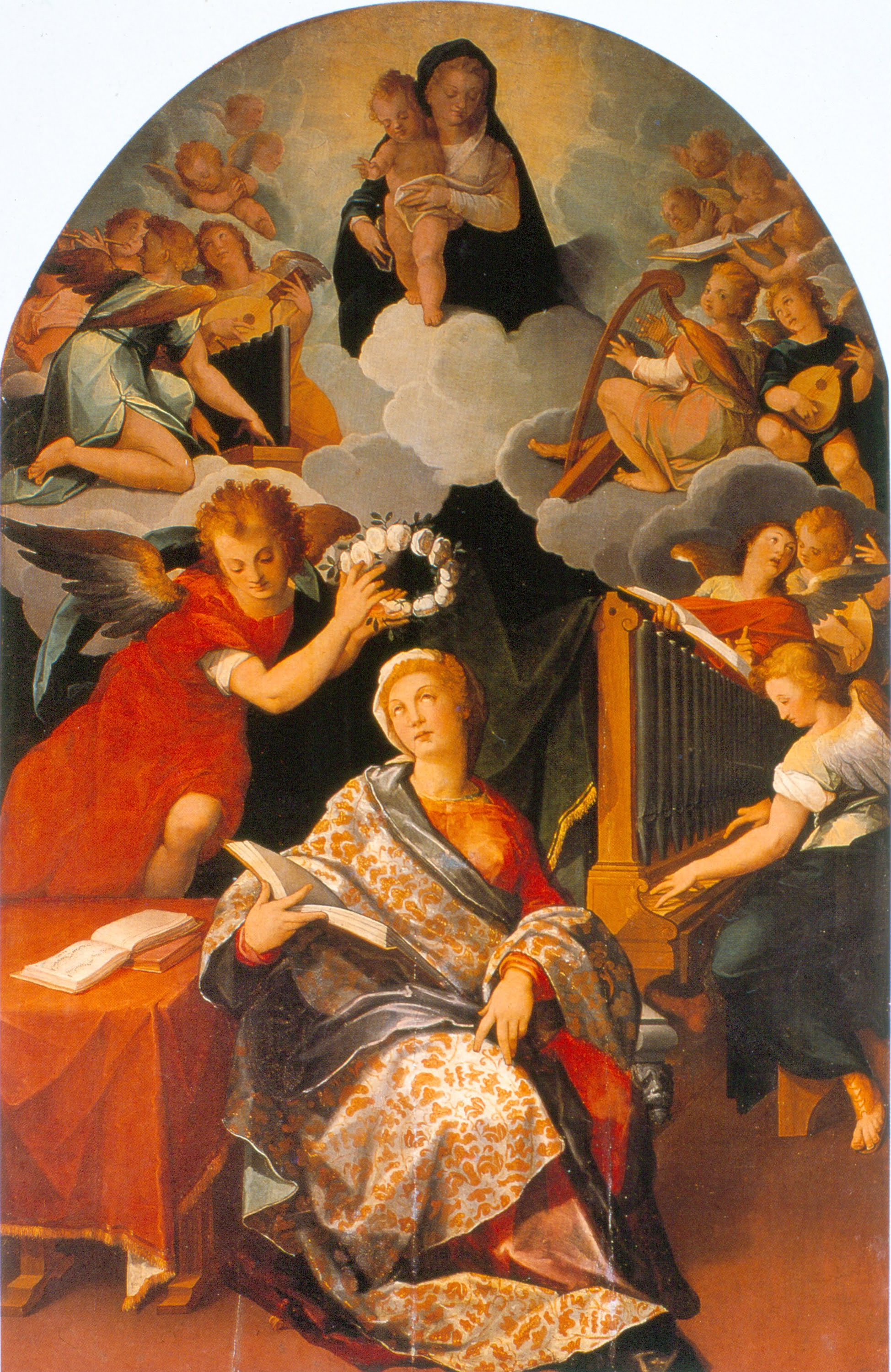
Santa Cecilia por Andrés de Concha, Museo Nacional de Arte, Ciudad de México.

Andrés de Concha (f. 1568-1612) fue un pintor español además de escultor, ensamblador y arquitecto, probablemente sevilllano, trasladado en 1568 a la Nueva España para pintar el retablo de Yanhuitlán. Es considerado uno de los mejores pintores del virreinato, con obra en varias catedrales mexicanas, incluyendo la Catedral Metropolitana de la Ciudad de México.

## Obra
A su nombre se documentan, además del retablo de Yanhuitlán, completado en 1575, los retablos de los conventos dominicos de Teposcolula (1580), Coixtlahuaca (1584), Tamazulapan (1587) y Achiutla (1587), así como los de la iglesia de Oaxtepec (1593) y el de la iglesia de San Agustín de la capital virreinal, del que procede la Santa Cecilia del Museo Nacional de Arte. Consta también su colaboración con Simón Pereyns en el retablo de Huejotzingo.
Del retablo original de Tamazulapan, muy poco sobrevive. Como en Yanhuitlán y en Coixtlahuaca, el retablo original fue más tarde ampliado y reenmarcado. En Tamazulapan se le dio un rico estilo barroco repleto de intricadas columnas de espirales talladas y nichos de concha decorativa que contienen múltiples pinturas y esculturas nuevas. Este espléndido retablo dorado, el cual se eleva en cuatro niveles principales y abarca siete divisiones verticales (calles, o secciones verticales, separadas por pilastras o columnas) en un formato dinámico, estilo pantalla, ha sido plenamente restaurado y reensamblado para dominar una vez más la esquina este de la iglesia.
A pesar de que la adición tardía y fuera de lugar de las obras de arte ha hecho la iconografía original y la atribución artística incierta, se cree que cuatro de las diez pinturas originales para las cuales se contrató a Andrés de Concha aún están presentes en el retablo actual, junto con una o dos estatuas originales de los Apóstoles.
Los cuatro grandes lienzos, atribuidos a Andrés de Concha están localizados en las calles exteriores del retablo y comprenden: 1) La Adoración de los Magos; 2) La Adoración de los Pastores - la yuxtaposición de estos dos temas o escenas fue utilizada ampliamente en América; 3) La Anunciación; y 4) La Presentación en el Templo, o Circuncisión. Este último trabajo repite un tema visto en el trabajo de Andrés de Concha en Yanhuitlán y muestra cierta semejanza con la composición y la paleta utilizada en el cercano templo de Coixtlahuaca, un estilo que podría ser descrito como Manierismo italiano con un maduro sabor andaluz.